# Fußball-Weltmeisterschaft 1994/Gruppe D
Spiele der Gruppe D der Fußball-Weltmeisterschaft 1994.
| Pl. | Land         | Sp. | S | U | N | Tore    | Diff. | Punkte |
| --- | ------------ | --- | - | - | - | ------- | ----- | ------ |
| 1.  | Nigeria      | 3   | 2 | 0 | 1 | 006:200 | +4    | 06     |
| 2.  | Bulgarien    | 3   | 2 | 0 | 1 | 006:300 | +3    | 06     |
| 3.  | Argentinien  | 3   | 2 | 0 | 1 | 006:300 | +3    | 06     |
| 4.  | Griechenland | 3   | 0 | 0 | 3 | 000:100 | −10   | 0      |

## Argentinien – Griechenland 4:0 (2:0)
| Argentinien                                                | Argentinien | Griechenland | Griechenland |
| ---------------------------------------------------------- | --- | --- | ------------ |
| Argentinien                                                | \| 1. Spieltag \| \| 21. Juni 1994 um 12:30 Uhr in Foxborough (Foxboro Stadium) \| \| Zuschauer: 54.456 \| \| Schiedsrichter: Arturo Angeles ( Vereinigte Staaten) \| \| Spielbericht \|                                                             | \| 1. Spieltag \| \| 21. Juni 1994 um 12:30 Uhr in Foxborough (Foxboro Stadium) \| \| Zuschauer: 54.456 \| \| Schiedsrichter: Arturo Angeles ( Vereinigte Staaten) \| \| Spielbericht \| | Griechenland |
| Argentinien                                                | Luis Islas – Roberto Sensini – Fernando Cáceres, Oscar Ruggeri, José Chamot – Diego Simeone, Fernando Redondo, Diego Maradona (83. Ariel Ortega), Abel Balbo (80. Alejandro Mancuso) – Gabriel Batistuta, Claudio Caniggia Cheftrainer: Alfio Basile | Andonis Minou – Efstratios Apostolakis – Stelios Manolas, Thanasis Kolitsidakis, Ioannis Kalitzakis – Savvas Kofidis, Nikolaos Nioplias, Panagiotis Tsalouchidis, Nikos Tsiantakis (46. Spyros Marangos) – Dimitrios Saravakos , Nikolaos Machlas (59. Tasos Mitropoulos) Cheftrainer: Alketas Panagoulias | Griechenland |
| Argentinien                                                | 1:0 Batistuta (2.) 2:0 Batistuta (44.) 3:0 Maradona (60.) 4:0 Batistuta (89., Handelfmeter) | | Griechenland |
| Argentinien                                                | Cáceres | Tsalouchidis, Manolas | Griechenland |
| 1. Spieltag                                                | | |              |
| 21. Juni 1994 um 12:30 Uhr in Foxborough (Foxboro Stadium) | | |              |
| Zuschauer: 54.456                                          | | |              |
| Schiedsrichter: Arturo Angeles ( Vereinigte Staaten)       | | |              |
| Spielbericht                                               | | |              |

## Nigeria – Bulgarien 3:0 (2:0)
| Nigeria                                            | Nigeria | Bulgarien | Bulgarien |
| -------------------------------------------------- | --- | --- | --------- |
| Nigeria                                            | \| 1. Spieltag \| \| 21. Juni 1994 um 18:30 Uhr in Dallas (Cotton Bowl) \| \| Zuschauer: 44.132 \| \| Schiedsrichter: Rodrigo Badilla ( Costa Rica) \| \| Spielbericht \|                                                                                            | \| 1. Spieltag \| \| 21. Juni 1994 um 18:30 Uhr in Dallas (Cotton Bowl) \| \| Zuschauer: 44.132 \| \| Schiedsrichter: Rodrigo Badilla ( Costa Rica) \| \| Spielbericht \|                                                                                                 | Bulgarien |
| Nigeria                                            | Peter Rufai – Augustine Eguavoen, Uche Okechukwu, Chidi Nwanu, Benedict Iroha – Finidi George (77. Emeka Ezeugo), Sunday Oliseh, Emmanuel Amunike – Samson Siasia (68. Mutiu Adepoju), Rashidi Yekini, Daniel Amokachi Cheftrainer: Clemens Westerhof ( Niederlande) | Borislaw Michajlow – Petar Chubtschew – Emil Kremenliew, Trifon Iwanow, Zanko Zwetanow – Daniel Borimirow (73. Iwajlo Jordanow), Slatko Jankow, Jordan Letschkow (59. Nasko Sirakow), Krassimir Balakow – Emil Kostadinow, Christo Stoitschkow Cheftrainer: Dimitar Penew | Bulgarien |
| Nigeria                                            | 1:0 Yekini (21.) 2:0 Amokachi (41.) 3:0 Amunike (55.) | | Bulgarien |
| Nigeria                                            | Amunike | Letschkow | Bulgarien |
| 1. Spieltag                                        | | |           |
| 21. Juni 1994 um 18:30 Uhr in Dallas (Cotton Bowl) | | |           |
| Zuschauer: 44.132                                  | | |           |
| Schiedsrichter: Rodrigo Badilla ( Costa Rica)      | | |           |
| Spielbericht                                       | | |           |

## Argentinien – Nigeria 2:1 (2:1)
| Argentinien                                                | Argentinien | Nigeria | Nigeria |
| ---------------------------------------------------------- | --- | --- | ------- |
| Argentinien                                                | \| 2. Spieltag \| \| 25. Juni 1994 um 16:00 Uhr in Foxborough (Foxboro Stadium) \| \| Zuschauer: 54.453 \| \| Schiedsrichter: Bo Karlsson ( Schweden) \| \| Spielbericht \|                                                                          | \| 2. Spieltag \| \| 25. Juni 1994 um 16:00 Uhr in Foxborough (Foxboro Stadium) \| \| Zuschauer: 54.453 \| \| Schiedsrichter: Bo Karlsson ( Schweden) \| \| Spielbericht \|                                                                                               | Nigeria |
| Argentinien                                                | Luis Islas – Roberto Sensini (86. Hernán Díaz) – Fernando Cáceres, Oscar Ruggeri, José Chamot – Diego Simeone, Fernando Redondo, Diego Maradona , Abel Balbo (70. Alejandro Mancuso) – Gabriel Batistuta, Claudio Caniggia Cheftrainer: Alfio Basile | Peter Rufai – Augustine Eguavoen, Uche Okechukwu, Chidi Nwanu, Michael Emenalo – Finidi George (86. Augustine Okocha), Sunday Oliseh, Emmanuel Amunike – Samson Siasia (56. Mutiu Adepoju), Rashidi Yekini, Daniel Amokachi Cheftrainer: Clemens Westerhof ( Niederlande) | Nigeria |
| Argentinien                                                | 1:1 Caniggia (21.) 2:1 Caniggia (28.) | 0:1 Siasia (8.) | Nigeria |
| Argentinien                                                | Caniggia | Eguavoen, Emenalo | Nigeria |
| Argentinien                                                | Das 1:1 war das 1.500. WM-Tor | | Nigeria |
| 2. Spieltag                                                | | |         |
| 25. Juni 1994 um 16:00 Uhr in Foxborough (Foxboro Stadium) | | |         |
| Zuschauer: 54.453                                          | | |         |
| Schiedsrichter: Bo Karlsson ( Schweden)                    | | |         |
| Spielbericht                                               | | |         |

## Bulgarien – Griechenland 4:0 (1:0)
| Bulgarien                                                   | Bulgarien | Griechenland | Griechenland |
| ----------------------------------------------------------- | --- | --- | ------------ |
| Bulgarien                                                   | \| 2. Spieltag \| \| 26. Juni 1994 um 11:30 Uhr in Chicago (Soldier Field) \| \| Zuschauer: 63.160 \| \| Schiedsrichter: Ali Bujsaim ( Vereinigte Arabische Emirate) \| \| Spielbericht \|                                                                                | \| 2. Spieltag \| \| 26. Juni 1994 um 11:30 Uhr in Chicago (Soldier Field) \| \| Zuschauer: 63.160 \| \| Schiedsrichter: Ali Bujsaim ( Vereinigte Arabische Emirate) \| \| Spielbericht \| | Griechenland |
| Bulgarien                                                   | Borislaw Michajlow – Petar Chubtschew – Emil Kremenliew, Trifon Iwanow, Zanko Zwetanow (76. Ilijan Kirjakow) – Jordan Letschkow, Slatko Jankow, Nasko Sirakow, Krassimir Balakow – Emil Kostadinow (81. Daniel Borimirow), Christo Stoitschkow Cheftrainer: Dimitar Penew | Ilias Atmatzidis – Efstratios Apostolakis – Kiriakos Karataidis, Vaios Karagiannis, Ioannis Kalitzakis – Savvas Kofidis, Nikolaos Nioplias, Spyros Marangos, Minas Hantzidis (46. Tasos Mitropoulos) – Alexis Alexoudis (57. Vasilis Dimitriadis), Nikolaos Machlas Cheftrainer: Alketas Panagoulias | Griechenland |
| Bulgarien                                                   | 1:0 Stoitschkow (5., Handelfmeter) 2:0 Stoitschkow (55., Foulelfmeter) 3:0 Letschkow (65.) 4:0 Borimirow (90.+2’) | | Griechenland |
| Bulgarien                                                   | Chubtschew, Iwanow, Jankow, Borimirow | Alexoudis, Hantzidis, Mitropoulos, Karagiannis | Griechenland |
| 2. Spieltag                                                 | | |              |
| 26. Juni 1994 um 11:30 Uhr in Chicago (Soldier Field)       | | |              |
| Zuschauer: 63.160                                           | | |              |
| Schiedsrichter: Ali Bujsaim ( Vereinigte Arabische Emirate) | | |              |
| Spielbericht                                                | | |              |

## Argentinien – Bulgarien 0:2 (0:0)
| Argentinien                                        | Argentinien | Bulgarien | Bulgarien |
| -------------------------------------------------- | --- | --- | --------- |
| Argentinien                                        | \| 36. Spieltag \| \| 30. Juni 1994 um 18:30 Uhr in Dallas (Cotton Bowl) \| \| Zuschauer: 63.998 \| \| Schiedsrichter: Neji Jouini ( Tunesien) \| \| Spielbericht \|                                                                                   | \| 36. Spieltag \| \| 30. Juni 1994 um 18:30 Uhr in Dallas (Cotton Bowl) \| \| Zuschauer: 63.998 \| \| Schiedsrichter: Neji Jouini ( Tunesien) \| \| Spielbericht \| | Bulgarien |
| Argentinien                                        | Luis Islas – Hernán Díaz – Fernando Cáceres, Oscar Ruggeri , José Chamot – Diego Simeone, Fernando Redondo, Leonardo Rodríguez (67. Ramón Medina Bello), Abel Balbo – Gabriel Batistuta, Claudio Caniggia (26. Ariel Ortega) Cheftrainer: Alfio Basile | Borislaw Michajlow – Petar Chubtschew – Emil Kremenliew, Trifon Iwanow, Zanko Zwetanow – Jordan Letschkow (68. Daniel Borimirow), Slatko Jankow, Nasko Sirakow, Krassimir Balakow – Emil Kostadinow (67. Ilijan Kirjakow), Christo Stoitschkow Cheftrainer: Dimitar Penew | Bulgarien |
| Argentinien                                        | 0:1 Stoitschkow (61.) 0:2 Sirakow (90.+3’) | | Bulgarien |
| Argentinien                                        | Ruggeri, Rodríguez, Batistuta | Stoitschkow, Jankow (2.), Iwanow (2.), Balakow | Bulgarien |
| Argentinien                                        | Zwetanow (67., wiederholtes Foulspiel) | | Bulgarien |
| 36. Spieltag                                       | | |           |
| 30. Juni 1994 um 18:30 Uhr in Dallas (Cotton Bowl) | | |           |
| Zuschauer: 63.998                                  | | |           |
| Schiedsrichter: Neji Jouini ( Tunesien)            | | |           |
| Spielbericht                                       | | |           |

## Griechenland – Nigeria 0:2 (0:1)
| Griechenland                                               | Griechenland | Nigeria | Nigeria |
| ---------------------------------------------------------- | --- | --- | ------- |
| Griechenland                                               | \| 35. Spieltag \| \| 30. Juni 1994 um 19:30 Uhr in Foxborough (Foxboro Stadium) \| \| Zuschauer: 53.001 \| \| Schiedsrichter: Leslie Mottram ( Schottland) \| \| Spielbericht \| | \| 35. Spieltag \| \| 30. Juni 1994 um 19:30 Uhr in Foxborough (Foxboro Stadium) \| \| Zuschauer: 53.001 \| \| Schiedsrichter: Leslie Mottram ( Schottland) \| \| Spielbericht \|                                                                                     | Nigeria |
| Griechenland                                               | Christos Karkamanis – Vaios Karagiannis, Alexandros Alexiou, Ioannis Kalitzakis – Savvas Kofidis, Panagiotis Tsalouchidis, Tasos Mitropoulos (71. Nikos Tsiantakis), Minas Hantzidis – Nikolaos Nioplias – Nikolaos Machlas (78. Vasilis Dimitriadis), Alexandros Alexandris Cheftrainer: Alketas Panagoulias | Peter Rufai – Chidi Nwanu, Stephen Keshi , Uche Okechukwu, Michael Emenalo – Finidi George (83. Mutiu Adepoju), Sunday Oliseh, Emmanuel Amunike – Samson Siasia, Rashidi Yekini (68. Augustine Okocha), Daniel Amokachi Cheftrainer: Clemens Westerhof ( Niederlande) | Nigeria |
| Griechenland                                               | 0:1 George (45.+2’) 0:2 Amokachi (90.+5’) | | Nigeria |
| Griechenland                                               | Mitropoulos (2.), Kalitzakis | Oliseh, Keshi | Nigeria |
| 35. Spieltag                                               | | |         |
| 30. Juni 1994 um 19:30 Uhr in Foxborough (Foxboro Stadium) | | |         |
| Zuschauer: 53.001                                          | | |         |
| Schiedsrichter: Leslie Mottram ( Schottland)               | | |         |
| Spielbericht                                               | | |         |